# Макошинське
Макошинське — колишнє село в Україні, у Менському районі Чернігівської області. Підпорядковувалось Лісківській селищній раді.
Розташовувалося за 11 км на південь від Лісків, на висоті 114 м над рівнем моря.
Виникло у 1-й пол. 20 століття
Станом на 1988 рік у селі мешкало 10 осіб. Через віддаленість та розташованість у заплаві Десни населення залишило село.
30 березня 1993 року Чернігівська обласна рада зняла село з обліку.
Сьогодні територія колишнього села нерозорана, однак на місцевості сліди села практично непомітні. Колишня вулиця є дорогою серед лук. 